# فرانسيس فيرويل ستارلايت
فرانسيس فيرويل ستارلايت (بالإنجليزية: Francis Farewell Starlite)‏ (و. 1981 – م) هو موسيقي من الولايات المتحدة الأمريكية. ولد في أوكلاند، كاليفورنيا.

## روابط خارجية
- فرانسيس فيرويل ستارلايت على موقع IMDb (الإنجليزية)
- فرانسيس فيرويل ستارلايت على موقع ميوزك برينز (الإنجليزية)
- فرانسيس فيرويل ستارلايت على موقع ديسكوغز (الإنجليزية)
- فرانسيس فيرويل ستارلايت على موقع قاعدة بيانات الفيلم (الإنجليزية)